# Kanton Désirade
Kanton La Désirade (fr. Canton de la Désirade) – jeden z dwudziestu trzech kantonów Pointe-à-Pitre, który jest częścią departamentu zamorskiego Gwadelupa. Siedzibą władz, a zarazem jedynym miastem w kantonie jest La Désirade. W skład gminy wchodzą trzy wyspy La Désirade oraz Petite-Terre.